# Lillian Mbena
Lillian Bridgette Mbena (ur. 26 czerwca 2003) – południowoafrykańska zapaśniczka walcząca w stylu wolnym. Brązowa medalistka igrzysk afrykańskich w 2023 roku.  